# Smrečji graben
Smrečji graben je potok, ki izvira v okolici vasi Smrečje v občini Vrhnika in se severno od vasi Podlipa kot desni pritok izliva v potok Podlipščica, ta pa se nadalje kot Črna mlaka v bližini Sinje Gorice kot levi pritok izliva v Ljubljanico. Nekaj sto metrov južneje od izvira Smrečjega grabna, na drugi strani Jerebovega griča, začenja svojo strugo reka Sora.